# جون إم. دود
جون إم. دود (بالإنجليزية: John M. Dowd)‏ هو محامي أمريكي، ولد في 11 فبراير 1941 في بروكتون في الولايات المتحدة.